# فرودگاه آبی لیک موسکوکا/مرتیمرس پوینت
فرودگاه آبی لیک موسکوکا/مرتیمرس پوینت (به انگلیسی: Lake Muskoka/Mortimer's Point Water Aerodrome) یک فرودگاه همگانی است که یک باند فرود آب دارد. این فرودگاه در کشور کانادا قرار دارد و در ارتفاع ۲۲۵ متری از سطح دریا واقع شده است.